# Rhyacophila invaria
Rhyacophila invaria là một loài Trichoptera trong họ Rhyacophilidae. Chúng phân bố ở miền Tân bắc.